# Arpitânia

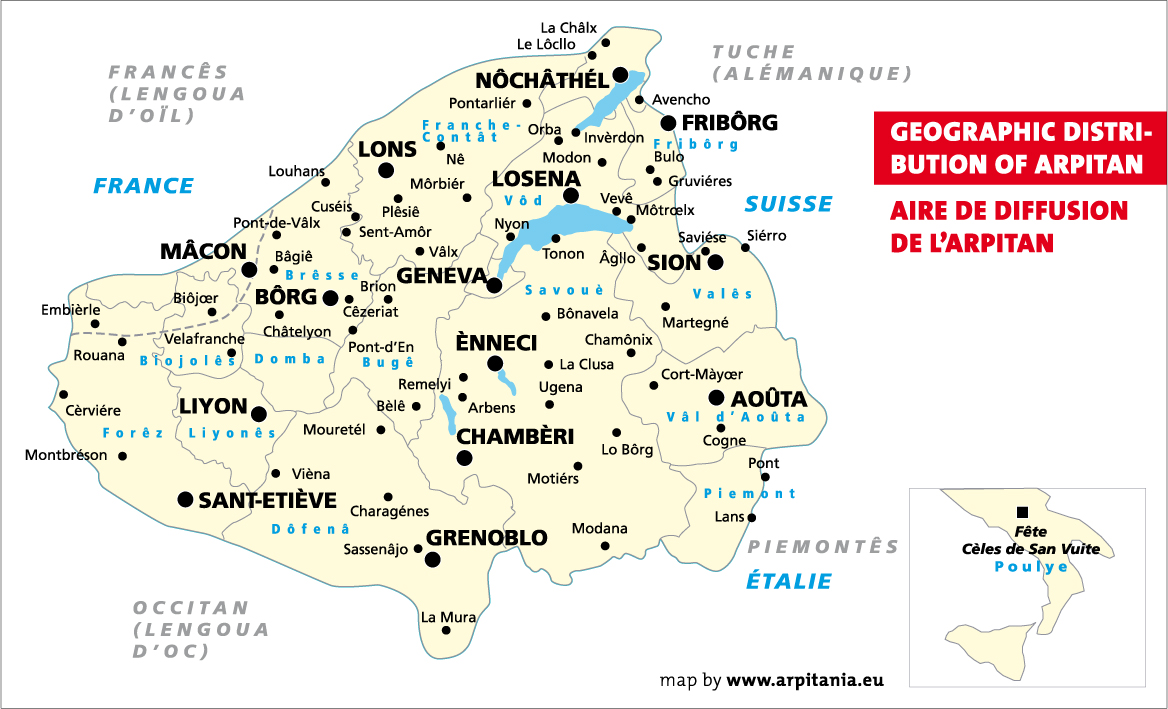
Mapa da Arpitânia (nomes toponímicos em arpitano)

Arpitânia é uma região cultural (principalmente linguística) no setor ocidental dos Alpes. O topônimo "Arpitânia" deriva de Arp(e)s, nome pelo qual são designados os Alpes no  conjunto de dialetos arpitanos (ou, o que é o mesmo) franco-provençais. Na atualidade a Arpitânia encontra-se repartida entre os seguintes países: França, Suíça e Itália.
- À França correspondem as regiões "arpitanas" da Saboia (Savouè) - dividida em Alta Saboia (Hiôta Savouè ou Savouè d'Amont) e Baixa Saboia (Savouè d'Avâl) - o Franco-Condado (Franche-Comtât), Charolais (Charolês), Beaujolais (Biôjolês), Bugey (Bugê)  e o norte do Delfinado (Dôfenâ), Forez (Forêz), Maconais (Mâconês), Bresse (Brêsse), Lionês (Liyonês) e Dombes (Domba), parte da Borgonha (Borgogne).
- Na Suíça, praticamente toda a Romandia (ou seja, o setor francófono da Confederação Suíça) é a parte nordeste da Arpitânia.
- Na Itália, o setor arpitano corresponde ao Vale de Aosta (Vâl d'Août) e o setor alpino do Piemonte (Piemont), coincidente com os Valvaldenses ou Vales Valdenses, chamados em língua arpitana de Vâlades Arpitanes du Piemont.

## História
Historicamente a região linguístico-cultural da Arpitânia ou franco-provençal existe de fato desde a Idade Média. Já entre os séculos VII e IX é comprovada a presença de um conjunto linguístico franco-provençal, delimitado, a nordeste e a leste, pela langue d'oïl – precursora do atual francês – e, ao sul, pela chamada língua d'oc, ou seja, o occitano; a nordeste, deu-se o influxo dos dialetos alemânicos, e, a leste, das línguas italianas do grupo piemontês e lombardo.
Com o desenvolvimento do poderoso estado-nação francês durante a Idade Moderna, o influxo do idioma francês fez-se intenso na região, especialmente em suas áreas urbanas (a presença espanhola no Franco-Condado não parece haver sido significativa, e tampouco tem sido muito significativo o influxo do italiano nos domínios arpitanos da Casa de Saboia por mais que o núcleo de tal casa dinástica se haja encontrado no centro da Arpitânia formando parte do Ducado de Saboia).
O topônimo Arpitânia é de cunhagem recente. Nos anos 1970, o valdostano Jozé Harrieta cunhou a palabra Harpitanya para referir-se aos territórios localizados em torno do Monte Branco e da bacia alta do Ródano (Rôno). Nessa época, o termo é associado a um pequeno partido político – ativo principalmente na zona italiana – chamado Mouvement Harpitany. Logo reaparece na Suíça romanda, na Saboia e no Franco-Condado, graças ao professor Xavier Gouvert, já com a grafia Arpitanya e, a seguir, Arpitânia, desprovido de conotações políticas de índole partidária ou facciosa, mas com o atual significado cultural e geográfico.
É de notar-se que, ao longo do século XX, a língua franco-provençal (ou arpitano) retrocedeu muito no número de falantes, diante do francês normatizado e, em menor grau,  do italiano normatizado, dado que ainda não se estabeleceu uma língua arpitana ou franco-provençal normatizada e consensuada nos diversos territórios correspondentes à Arpitânia. Por outra parte, entre a zona de Roanne e Mâcon – ou, em arpitano, Mâconês - existe uma zona linguística qualificada como "de transição" entre o francês e o arpitano, chamada francisca ou afrancesada (em francês: francisé).